# Myrsine magnoliifolia
Myrsine magnoliifolia är en viveväxtart som först beskrevs av Urban och Ekman, och fick sitt nu gällande namn av Brother Alain. Myrsine magnoliifolia ingår i släktet Myrsine och familjen viveväxter. Inga underarter finns listade i Catalogue of Life.